# Skapolity
Skapolity – rzadka grupa minerałów zaliczana do gromady krzemianów. Należą do grupy minerałów rzadkich, rozpowszechnionych tylko w niektórych rejonach Ziemi.
Nazwa została nadana w 1800 roku i pochodzi od gr. skapos = pręt (słup) i lithos = kamień (skała), nawiązuje do wyglądu kryształów tych minerałów.

## Właściwości
Jest mieszaniną izomorficzną tworząc szereg kryształów mieszanych: marialit – dipyr – mizzonit – mejonit, które w stanie czystym rzadko spotykane są w naturze. 
Kryształy mają wydłużony, słupkowaty kształt (słupy o przekroju kwadratu lub ośmiokąta), wykazując przy tym wzdłużne prążkowania. Występuje najczęściej w skupieniach ziarnistych, masywnych, promienistych, włóknistych, pręcikowatych bądź zbitych. Czasem także w formie szczotek krystalicznych. Jest przezroczysty lub przeświecający. Posiada połysk szklisty, natomiast na płaszczyznach łupliwości zazwyczaj perłowy, z kolei skupienia włókniste – jedwabisty. Skapolit charakteryzuje się tym, że współczynnik załamania światła, jak i dwójłomność rosną w miarę zawartości wapnia. Rozpuszczalny w mocnych kwasach oraz łatwo topliwy. Wykazuje wyraźną, silną pomarańczową fluorescencje w UV, czasem żółtą, rzadziej czerwoną. Niektóre po oszlifowaniu wykazują efekt kociego oka (okazy bardzo rzadko spotykane w Birmie) czasami asteryzm (skapolit gwiaździsty). Możliwość pomylenia z: kalcytem, cyrkonem, wezuwianem, apatytem, skaleniem, tremolitem lub nefelinem.
Do grupy skapolitów należą też:
- glaukolit – (niebieski lub niebieskofioletowy[6], spotykany w okolicach J. Bajkał Rosja)[9];
- stroganovit – (zielony, zielononiebieski[6], spotykany nad rzeką Sludianką koło Bajkału)[9];
- petschyt – (purpurowy, pomarańczowy, pomarańczowobrunatny, żółtobrunatny, brunatny[6] znany z Tanzanii[1]);
- sarkolit – (jasnoczerwony, znaleziony w produktach działalności Wezuwiusza Włochy)[9];
- ussingit – (jasnofioletowy w odcieniach, znaleziony w pegmatytach na Grenlandii)[9];
- skapolit gwiaździsty[6];

## Występowanie
Występuje w skałach metamorficznych bogatych w wapń powstałych w strefie przeobrażeń kontaktowych skarny, łupki krystaliczne, hornfelsy, erlany, gnejsy, marmur, granulit. Bywają spotykane też w pegmatytach, utworach pneumatolitycznych, żyłach typu alpejskiego i gabrach. Są także produktem metamorfizmu kontaktowego. Współwystępują z diopsydem, skaleniem, plagioklazami, sanidynem, biotytem, hornblendą, granatami, aktynolitem, mikroklinem, apatytem, andaluzytem, piroksenem, cyrkonem, tytanitem, epidotem, wezuwianem, kwarcem, kalcytem, pirytem, flogopitem, augitem, prehnitem oraz muskowitem.
Miejsca występowania: Madagaskar, Cejlon, Brazylia, USA (Massachusetts, Pensylwania, New Jersey, Nowy Jork), Rosja, Chiny, Australia, Finlandia, Szwajcaria, Tanzania, Hiszpania, Szwecja, Kanada (Ontario, Quebec), Afganistan, Niemcy, Francja, Australia (Queensland) Norwegia, Włochy (Wezuwiusz), Meksyk, Birma.
W Polsce – na Dolnym Śląsku, w Masywie Śnieżnika, w łupkach amfibolowych w Górach Sowich, Karkonoszach, łupkach łyszczykowych okolic Kłodzka, Śląsku Opolskim, w wapieniach krystalicznych i hornfelsach w Kowarach w Rudawach Janowickich, gnejsach k. Stronia Śląskiego, w hornfelsach i skarnach w rejonie Podzamcza, w marmurach Sławniowic (Sudety Wschodnie), w skarnach w Jaroszowie (Przedgórze Sudeckie), Rędzinach oraz w granitach m.in. w Karpaczu, Łomnicy czy Wojanowie. 

## Zastosowanie
- wysoko cenione[według kogo?] i poszukiwane kamienie kolekcjonerskie
- czasami wykorzystuje się je w jubilerstwie do wyrobu bardzo atrakcyjnej biżuterii

## Galeria

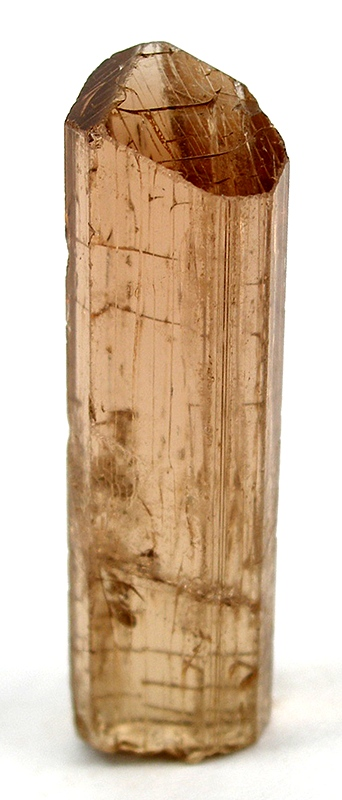
złotobrązowy okaz z Tanzanii
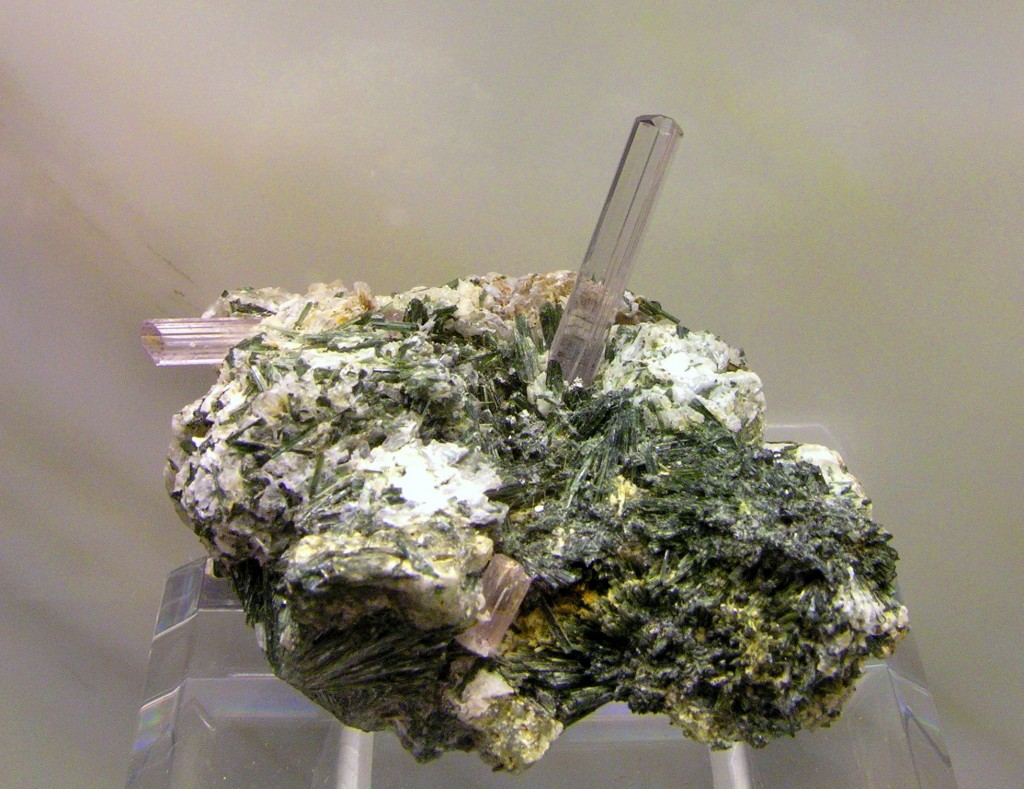
fioletowy skapolit na skale macierzystej z Afganistanu
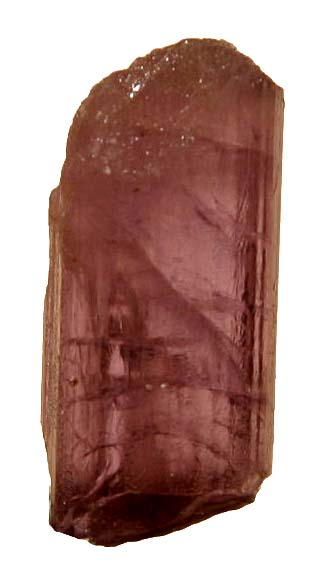
różowy okaz z Chin
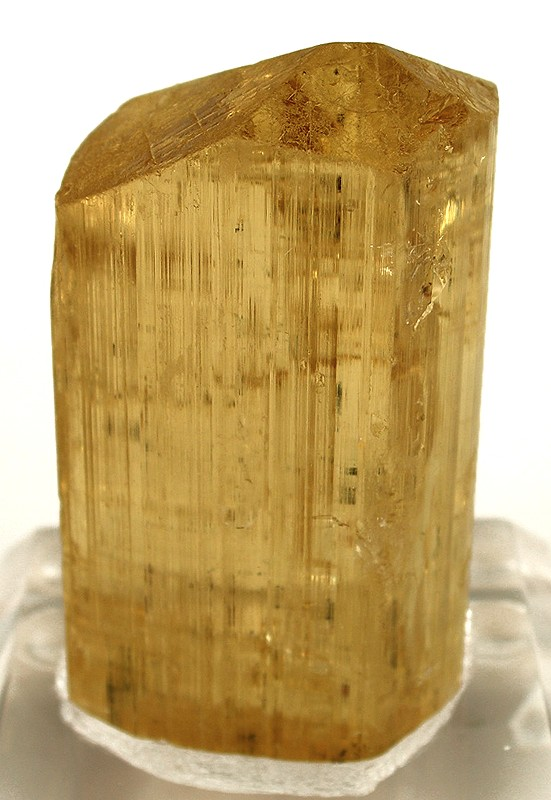
złocisty okaz z Tanzanii